# Брестский 49-й пехотный полк
49-й пехотный Брестский полк — войсковая часть Русской императорской армии.

## Формирование и кампании полка

### Формирование полка
Полк сформирован в составе трёх батальонов 16 августа 1806 года из четырёх рот (одной гренадерской и трёх мушкетёрских) Ширванского мушкетёрского полка, с дополнением рекрутами, и назван Брестским мушкетёрским, а 22 февраля 1811 года переименован в Брестский пехотный полк.

### Наполеоновские войны
В 1808—1809 годах полк участвовал в русско-шведской войне.
В Отечественную войну 1812 года действующие батальоны полка находились в составе своей дивизии во 2-м пехотном корпусе 1-й Западной армии. Запасной батальон был определён на формирование 31-й пехотной дивизии, но поступил в гарнизон Рижской крепости. Гренадерская рота 2-го батальона находилась в составе 2-го сводно-гренадерского батальона своей дивизии, участвовала в Бородинском сражении и была присоединена к полку лишь в Тарутинском лагере. Резервный батальон формировался в Вельском рекрутском депо, был определен на формирование 41-й пехотной дивизии, но находился в Смоленском обсервационном корпусе генерала Ф. Ф. Винцингероде и 22 июля поступил на пополнение войск 2-го пехотного корпуса.
Первый бой полк принял под Смоленском, затем сдерживал наступление неприятеля у Валутиной горы; полк потерял в этих боях 155 человек убитыми, 216 ранеными и 67 пропавшими без вести.
В ходе Бородинского сражения полк был переброшен с правого фланга на левый, в поддержку 27-й пехотной дивизии, его потери составили 9 человек убитыми, 145 ранеными и 182 пропавшими без вести. После сражения полк получил пополнение — свыше 300 ратников и рекрутов. Затем полк участвовал в Тарутинском сражении, прикрывал отход российской армии от Малоярославца, сражался под Вязьмой и Красным.
Во время Заграничных походов 1813—1814 годов Брестский полк участвовал в сражениях при Баутцене и Лебау, затем в составе своей дивизии находился в 8-м пехотном корпусе в войсках генерала А. Ф. Ланжерона, сражался при Кацбахе, Гохкирхене, под Лейпцигом, Кобленцем и Мецем. Запасной батальон в составе отряда генерала Левиза участвовал в осаде Данцига.

### 1830—1840-е годы
9 мая 1830 года 1-й и 2-й батальоны названы действующими, а 3-й — резервным. 14 февраля 1831 года 3-й батальон отчислен на сформирование Модлинского пехотного полка и заменён 3-м батальоном Владимирского пехотного полка; 28 января 1833 года к Брестскому полку присоединены 1-й и 3-й батальоны 47-го егерского полка, и полк приведён в состав пяти батальонов: трёх батальонов действующих и двух резервных. 9 февраля 1834 года полк переформирован в шесть батальонов; 28 февраля 6-й батальон упразднён. В январе 1841 года 5-й резервный батальон упразднён, и оставлены лишь кадры для 5-го резервного и 6-го запасного батальонов; вместе с этим 2-й батальон назван 4-м, а 4-й — 2-м. 23 февраля 1845 года к полку прибавлен 3-й батальон Владимирского пехотного полка, а 16 декабря того же года 2-й и 3-й батальоны отчислены на формирование 1 и 2-го батальонов Ставропольского егерского полка; взамен, из половины 1-го батальона сформирован 2-й батальон, а 3-м батальоном назван поступивший из Владимирского полка 5-й батальон.

### Крымская война
Для усиления войск перед Восточной войной, в октябре 1853 года. Брестский полк был направлен на транспортах через Чёрное море на Кавказский театр в составе своей 13-й пехотной дивизии. Через несколько дней после высадки в Грузии полку пришлось принять деятельное участие в бою с турками у крепости Ацхур. Укрепление это занято было всего девятью ротами, из них шесть рот Брестского полка, с командиром генерал-майором Бруннером в главе.
14 ноября 2-й и 3-й батальоны участвовали в атаке турок под Ахалцыхом, в правой колонне перейдя вброд р. Позхов и выбив противника, за что эти батальоны получили Георгиевские знамёна.
К весне 1854 года полк оказался разбросанным по различным отрядам. 29 мая полк наконец соединился и участвовал в сражении на реке Чолок с армией Селима-паши, взяв 6 орудий, а после боя в преследовании турок.
5 и 6-й резервные батальоны вошли в состав гарнизона Севастополя и принимали участие в сражении при Альме 7 сентября 1854 года. С 1 октября были на охране участка в 6-м бастионе и между 5-м и 6-м бастионами.
10 марта сформированы 7 и 8-й запасные батальоны. 1 мая 1855 года, ввиду значительной убыли в нижних чинах, 5-й и 6-й батальоны Брестского полка были сведены в один.

### После Крымской войны
После войны 5, 6, 7 и 8-й батальоны частью расформированы на укомплектование действующих войск, частью уволены в бессрочный отпуск. За отчислением 4-го батальона, Брестский полк состоял из трёх действующих батальонов с тремя стрелковыми ротами.
4 октября 1861 года полк назван Брестским пехотным Его Императорского Высочества Великого Князя Михаила Михайловича полком.
6 апреля 1863 года из 4-го резервного батальона и бессрочноотпускных 5-го и 6-го батальонов сформирован того же названия резервный пехотный полк, 13 августа названный Бессарабским пехотным. 25 марта 1864 года Брестский полк получил № 49.
В 1879 года приведён в 4-батальоный состав.
26 марта 1891 года наименован 49-м пехотным Брестским полком.
Участвовал в события предшествующих восстанию и в подавлении Севастопольского восстания 1905 года. Команда из солдат полка разогнала 18 (31) октября 1905 года со стрельбой митинг у Севастопольской тюрьмы, 8 убитых, 50 раненых, что стало причиной будущего восстания. 11 (24) ноября к восставшим матросам флотской дивизии присоединились солдаты 49-го Брестского полка, крепостной артиллерии, крепостная сапёрная рота, а также матросы дежурной роты броненосца «Синоп», посланной адмиралом Г. П. Чухниным для усмирения восставших.
После подавления Севастопольского восстания Николай II телеграфировал на имя командира 7-го армейского корпуса 19 числа 1905 года: : «Выражаю Вам Мою благодарность за энергичное и быстрое подавление мятежа. Объявляю Брестскому полку, кровью своей запечатлевшему верность долгу, что я возвращаю ему доверие и благоволение и сохраняю ему знамя. Передайте частям, оставшимся верными присяге и долгу и их начальникам, Мою сердечную благодарность за добросовестную службу. Разрешаю уволить запасных этих частей. Николай».
26 августа 1912 года вновь наименован 49-м Брестским пехотным Его Императорского Высочества Великого Князя Михаила Михайловича полком.
Полк сражался в Первую мировую войну, в частности, в Янчинском бою 1914 года.
В 1918 году упразднён, однако одноимённое формирование воевало в составе ВСЮР.

## Знаки отличия полка
- Георгиевское знамя юбилейное, с юбилейной лентой и с надписью «За поражение турок 14 ноября 1853 г. при Ахалцыхе и за отличия в 1854 г. в сражениях 27 мая у Нигоитских высот и 4 июня за р. Чолоком» «1806—1906». Георгиевское знамя за отличие в сражении у Нигоитских высот было пожаловано Высочайшим приказом 4 октября 1854 года 4-му батальону полка, действовавшему отдельно и в 1856 году расформированному на укомплектование Кавказской армии. В 1870 году знамя это, хранившееся в арсенале, было передано настоящему 4-му батальону Брестского полка.
- Полковой праздник — 9 мая.

## Командиры полка
- 02.02.1809 — 06.02.1810 — подполковник Кафтырев, Яков Васильевич
- 25.12.1811 — 08.07.1820 — майор (с 21.11.1812 подполковник, с 30.08.1816 полковник) Чертов, Павел Аполлонович
- 04.10.1820 — 06.12.1826 — полковник Пинабель, Людвиг Иванович
- 04.03.1840 — 14.03.1842 — полковник (с 16.04.1841 генерал-майор) Бойко, Андрей Филиппович
- 14.03.1842 — 01.01.1845 — полковник (с 08.09.1843 генерал-майор) Фохт, Карл Иванович
- 04.01.1845 — 18.05.1845 — полковник Черневский, Викентий Юрьевич
- 18.05.1845 — 20.07.1848[4] — полковник Ульрих, Густав Карлович
- 20.07.1848 — 17.02.1854 — полковник (с 26.11.1852 генерал-майор) Бруннер, Андрей Осипович
- 23.02.1854 — 15.08.1854 — полковник Чихачев, Пётр Николаевич
- 15.08.1854 — 23.04.1861 — полковник Эггер, Артур Фёдорович
- 22.05.1861 — после 01.10.1866 — полковник Трубников, Яков Иванович
- хх.хх.1866 — 04.04.1875 — полковник Голубев, Александр Миронович
- 04.04.1875 — 11.07.1885 — полковник Ваховский, Степан Пантелеймонович
- 05.09.1885 — 20.08.1890 — полковник Бодаревский, Иван Максимович
- 27.08.1890 — 02.04.1894 — полковник Барановский, Григорий Яковлевич
- 08.04.1894 — 17.12.1900 — полковник Сахновский, Александр Акимович
- 18.12.1900 — 20.04.1904 — полковник Шульце, Карл-Теофил-Михаил-Николай Карлович
- 20.05.1904 — 03.02.1907 — полковник Думбадзе, Николай Антонович
- 03.02.1907 — 13.07.1910 — полковник Шемякин, Константин Яковлевич
- 20.07.1910 — 22.04.1914 — полковник Соковнин, Всеволод Алексеевич
- 09.05.1914 — 19.07.1915 — полковник (с 19.06.1915 генерал-майор) Ефремов, Василий Павлович
- 19.07.1915 — 13.03.1917 — полковник Андгуладзе, Георгий Бежанович
- 31.03.1917 — после 17.06.1917 — полковник Сошинский, Александр Вацлавович

## Шефы полка
- 24.08.1806 — 01.09.1814 — полковник (с 18.10.1808 генерал-майор) граф Ивелич, Пётр Иванович
- 04.10.1861 — 26.03.1891 — великий князь Михаил Михайлович
- 26.08.1912 — 04.03.1917 — великий князь Михаил Михайлович

## Известные люди, служившие в полку
- Паскин, Пётр Алексеевич — генерал-лейтенант, начальник штаба Отдельного корпуса внутренней стражи.
- Савицкий, Ипполит Викторович — генерал-лейтенант, участник Гражданской войны, командующий войсками Туркестанской белой армии в Закаспийской области.
- Сумароков-Эльстон, Феликс Николаевич — граф, генерал-лейтенант, наказной атаман Кубанского казачьего войска, командующий войсками Харьковского военного округа.
- Батог, Сергей Александрович — генерал-лейтенант.

## Георгиевские кавалеры
- Ступак Афанасий Герасимович, 1889 г. р. — полный Георгиевский кавалер, уроженец города Евпатории. Расстрелян 04.02.1938 г. по приговору Тройки НКВД Крыма, реабилитирован 27.12.1989 г.